# Wyspy Dziewicze Stanów Zjednoczonych na zimowych igrzyskach olimpijskich
Wyspy Dziewicze Stanów Zjednoczonych wystartowały po raz pierwszy zimowych IO w 1984 roku na igrzyskach w Sarajewie. Od tamtej pory brały udział w igrzyskach jeszcze sześciokrotnie. Do tej pory nie zdobyły żadnego medalu.

## Klasyfikacja medalowa
| Igrzyska            | Złoto | Srebro | Brąz | Razem |
| ------------------- | ----- | ------ | ---- | ----- |
| 1984 Sarajewo       | 0     | 0      | 0    | 0     |
| 1988 Calgary        | 0     | 0      | 0    | 0     |
| 1992 Albertville    | 0     | 0      | 0    | 0     |
| 1994 Lillehammer    | 0     | 0      | 0    | 0     |
| 1998 Nagano         | 0     | 0      | 0    | 0     |
| 2002 Salt Lake City | 0     | 0      | 0    | 0     |
| 2006 Turyn          | 0     | 0      | 0    | 0     |
| Razem               | 0     | 0      | 0    | 0     |